# Daeva

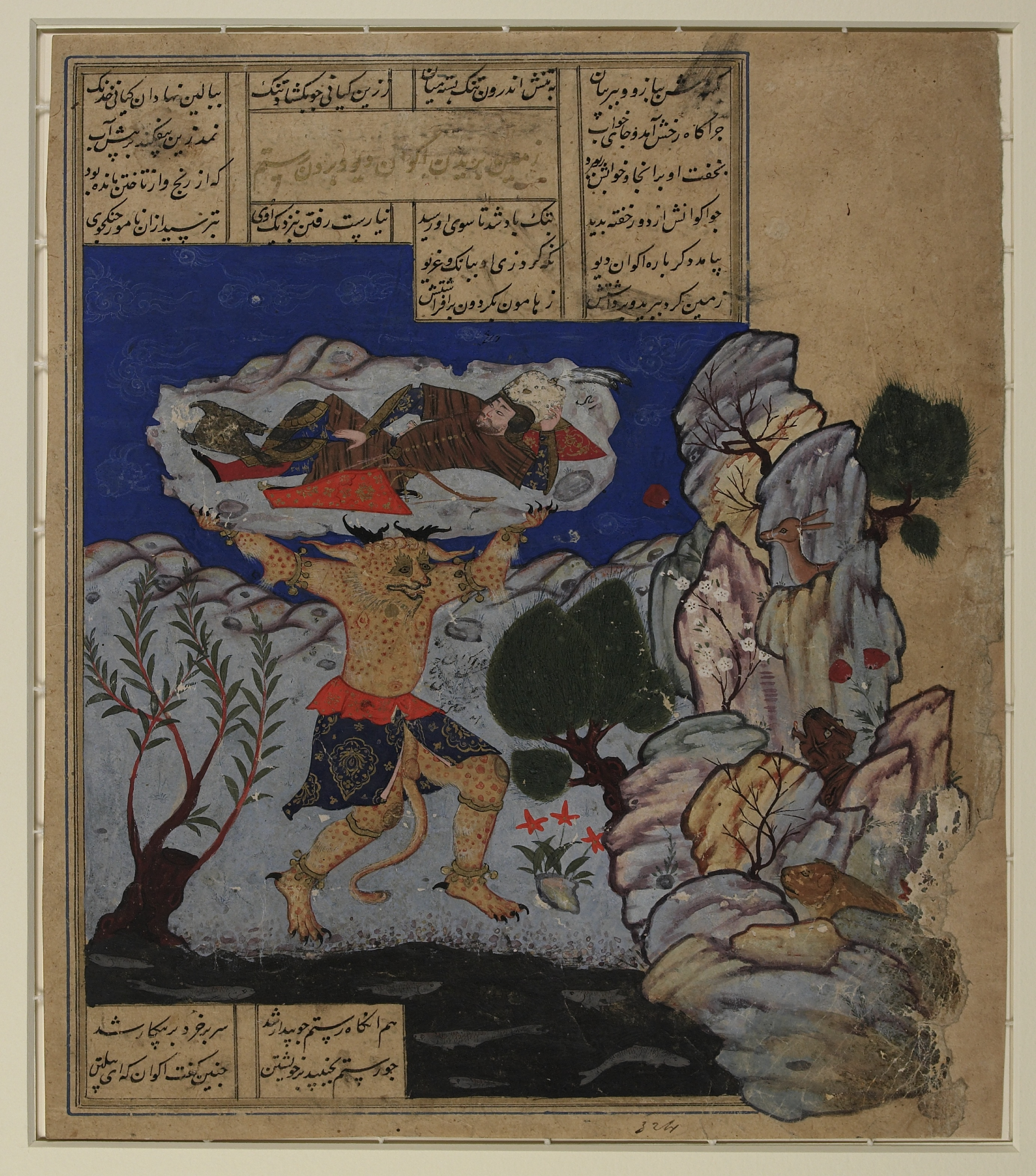
Aquesta pintura representa un episodi descrit en el llibre Xahnamé ('El Llibre dels Reis'), la història èpica dels antics reis i herois de Pèrsia composta pel.

Daeva (daēuua, daāua, daeva) és el terme en idioma avèstic per a designar un tipus particular d'entitat sobrenatural amb característiques desagradables.
En els Gathas, els textos més antics de l'Avesta o llibre sagrat del zoroastrisme, els daevas són "déus dolents" o "falsos déus". Aquest significat és evident en el persa antic del segle v aC. Per l'Avesta primitiu, els daevas són criatures nocives que promouen el caos i el desordre. En la tradició posterior i en el folklore, són personificacions de tots els mals imaginables.

## Classificació

### Arcadimonis
Els sis arcadimonis, ajudants del principi del mal o Ahriman, s'oposen als sis Ameixa Spenta (Esperits Benèfics o arcàngels) i figuren en les epístoles de Zadspram (WZ 35.37) i el Gran Bundahishn (GBd. 34,27):
- Akoman entitat del "mal pensament" oposada a Wahman/Bahman, la del "bon pensament" (Av. Aka Manahan Manahan davant Vohu)
- Indar entitat "que congela la ment dels justos", oposada a Ardawahisht, la de la "millor veritat" (Av. Indar davant Asha Vahishta).
- Nanghait entitat del "descontentament" oposada a Spendarmad, la de la "santa devoció" (Av. Naonhaithya / Naonghaithya davant Armaiti Spenta)
- Sawar/Sarvar entitat de "l'opressió" oposada a Shahrewar, la del "domini desitjable" (Av. Saurva davant Kshathra Vairya)
- Tauriz/Tawrich entitat de "la destrucció" oposada a Horda, la de la "plenitud" (Av. Taurvi front Haurvatat)
- Zariz/Zarich entitat "que planta verins", oposada a Amurdad, la de la "immortalitat" (Av. Zauri front Ameretat).

En el llibre Gran Bundahishn 34,27 s'hi afegeixen dos arc-dimonis més, que no són però, en oposició a Ameixa Spenta:
- Xeshm entitat de la "ira" oposat a Srosh entitat de la "obediència" (Avesta Aeshma front Sraosha).
- Menog Gannag, l'esperit "que fa pudor", oposat a Hormazd (Menog Gannag és desconegut a l'Avesta, i Hormazd és Ahura Mazda).

### Altres dimonis
A més dels sis arcadimonis altres nombroses figures apareixen en les Escriptures i la tradició:
- Akatash de la perversió (GBD XXVII)
- Anashtih "contesa" (Chidag Andarz Poryotkeshan,38)
- Anastas, que pronuncia la falsedat (GBD XXVII)
- Apaush i Spenjaghra, que causen la sequera (GBD XXVII)
- Araska de la venjança (GBD XXVII)
- Ashmogh d'apostasia (Avesta Ashemaogha)
- Az de l'avarícia i la cobdícia (GBD XXVII)
- Buht de la idolatria (GBD XXVII)
- Bushasp de la mandra (Avesta Bushyasta) (GBD XXVII)
- Diwzhat (avèstic Daebaaman), l'engany, hipocresia
- Eshm de la ira (avèstic Aeshma) (GBD XXVII)
- Freptar de la distracció i l'engany (GBD XXVII)
- Jeh La prostituta (Avesta Jahia) (GBD III)
- Mitokht (també Mithaokhta) de l'escepticisme i la mentida (GBD XXVII)
- Nang de la desgràcia i el deshonor (Dadestan-i Denig53)
- Nas o NASA (Avesta Nasu) de la contaminació (GBD XXVII)
- Niyaz causes vulgars (GBD XXVII)
- Pinih de l'avarícia i la que atresora, però no gaudeix del seu tresor (GBD XXVII)
- Rashk(Avesta Areshko) "enveja" (Denkard 9.30.4)
- Sij que causa la destrucció (GBD XXVII)
- Sitoj que nega la doctrina (Dadestan-i Denig53)
- Spazg, les calúmnies (GBD XXVII)
- Spuzgar, la negligència (Andarz-i-i-Josru Kavatan)
- Taromaiti de menyspreu (GBD XXVII)
- Varun de la luxúria no natural (GBD XXVII)

Altres entitats inclouen:
- Aghash del mal d'ull (GBD XXVII)
- Astwihad de la mort (Avesta Asto-widhatu) (GBD XXVII)
- [Azi-/Az-] Dahak (Avesta Zohak), un rei monstre serp (Llibre de Jamaspi4).
- Cheshma que s'oposa als núvols i cause els terratrèmols i remolins (GBD XXVII)
- Kunda, el cavall que porta bruixots (GBD XXVII)
- Uta que porta la malaltia a través d'aliments i l'aigua (GBD XXVII)
- Vizaresh que lluita per les ànimes dels morts (GBD XXVII)

Els més destructius són Astiwihad, el dimoni de la mort que posa el dogal de la mortalitat al voltant del coll dels homes en néixer, i Az, que fins i tot pot destruir la saviesa innata de l'home fent-lo incapaç de discernir entre la veritat i la falsedat.